# Köles-ér (Ikva)
A Köles-ér Győr-Moson-Sopron vármegyében ered, Répceszemere nyugati részén. A patak forrásától kezdve északkeleti irányban halad, végül Hövejnél eléri a Kardos-eret.
A Köles-ér vízgazdálkodási szempontból a Rábca és Fertő-tó Vízgyűjtő-tervezési alegység működési területét képezi.

## Part menti települések
- Répceszemere
- Dénesfa
- Cirák
- Gyóró
- Himod
- Hövej